# Marian Stępak
Marian Stępak - ur. w 1957 w Koronowie – artysta plastyk, malarz,  profesor Uniwersytetu Mikołaja Kopernika w Toruniu. Ukończył Państwowe Liceum Sztuk Plastycznych w Bydgoszczy, studiował na Wydziale Sztuk Pięknych UMK w Toruniu, w pracowni malarstwa prof. Stanisława Borysowskiego. Dyplom w tejże pracowni uzyskał w 1984 i tam też  był asystentem.
W 1991 zainicjował działalność toruńskiej Galerii Nad Wisłą, w której samodzielnie zorganizował ok. 120 wystaw, w tym także prezentacji dokonań studentów i pracowników Wydziału Sztuk Pięknych. W latach 1991–1996 pracował w Wyższej Szkole Sztuki Stosowanej Schola Posnaniensis w Poznaniu oraz w Liceum Rzemiosł Artystycznych działającym przy szkole (przez rok był także zastępcą dyrektora ds. dydaktycznych).
Od 1992 jest współzałożycielem Fundacji Praktyk Artystycznych "i..." - organizatora dużych wystaw, takich jak: "Ogólnopolskie Spotkania Twórców", "Wystawy Wielkanocne". Za tę działalność został uhonorowany przez Ministra Kultury odznaką Zasłużonego Działacza Kultury. Od 1994 jest konsultantem Krajowego Funduszu na rzecz Dzieci, prowadzi też plenery dla stypendystów Funduszu.
Od 1995 pracuje w Zakładzie Plastyki Intermedialnej. Kwalifikacje I i II stopnia zdobył na Akademii Sztuk Pięknych we Wrocławiu.
1996–1999 był członkiem zespołu redakcji Przeglądu Artystyczno-Literackiego. Z tym pismem współpracował przez cały okres jego istnienia. Obecnie redaguje internetowe pismo artystyczne Zakładu Plastyki Intermedialnej pt. Artelier.
2000–2002 był zastępcą kierownika, później p.o. kierownika w Warsztacie Terapii Zajęciowej Fundacji im. Brata Alberta w Toruniu oraz specjalistą ds. rewalidacji.

## Ważniejsze wystawy (wybór)
- Galeria Miejska Arsenał
- Galeria ON, Poznań
- Galeria Otwarta Pracownia, Kraków
- Galeria Dziekanka, Warszawa
- Galeria Działań, Galeria Krytyków, Warszawa
- Galeria Bielska BWA, Bielsko-Biała
- Bałtycka Galeria Sztuki Współczesnej, Słupsk
- BWA Kielce
- Galeria W Pasażu, Wrocław
- Galeria X, Wrocław
- Galeria Zamek, Wrocław
- Instytut Polski, Rzym
- Muzeum Ziemi Prudnickiej, Prudnik
- Muzeum Papiernictwa, Duszniki-Zdrój
- Galeria Sztuki Wozownia, Toruń
- Galeria Wieża Ciśnień, Bydgoszcz
- Galeria Autorska, Bydgoszcz

Stępak jest autorem ponad 40 wystaw indywidualnych w kraju i zagranicą. Uczestniczył też w kilkudziesięciu wystawach zbiorowych w kraju i zagranicą; m.in.: w Kassel, Budapeszcie, Rzymie, Bruay-la-Buissière, Sztokholmie, Warszawie, Wrocławiu, Poznaniu, Szczecinie, Orońsku, Bydgoszczy i Toruniu.